# Antarctosuchus
Antarctosuchus polyodon
Genre
Espèce
Antarctosuchus est un genre éteint de temnospondyles (ordre également éteint d'amphibiens). Ce genre est connu dans le Trias moyen de la formation de Fremouw, affleurant dans les monts Transantarctiques de l'Antarctique.
Il contient une seule espèce, Antarctosuchus polyodon.

## Découverte
Les restes fossiles d'Antarctosuchus polyodon ont été collectés dans la partie supérieure de la formation de Fremouw, datée du Trias moyen. Au jour de sa description, A. polyodon est la seule autre espèce endémique de temnospondyles découverte dans cette formation géologique, en dehors de Kryostega collinsoni, même si des restes attribués à un membre indéterminé de la famille des Benthosuchidae et un fragment d'un crâne de Parotosuchus sp. ont également été collectés.

## Description
Comme son nom spécifique l'indique, Antarctosuchus polyodon se distingue par la possession de nombreuses dents maxillaires, palatines et ectoptérygoïdes extrêmement petites, un modèle dentaire qui suggère une spécialisation sur de petites proies, éventuellement des invertébrés. D'autres caractéristiques autapomorphes de ce taxon sont une rangée de dents parachoanales qui s'étend bien en arrière de la choane et des condyles occipitaux qui sont placés près de la ligne médiane. L'Antarctosuchus possède un crâne relativement plat, un occiput bas et des canaux sensoriels bien développés, suggérant un mode de vie aquatique. Une analyse phylogénétique place l'Antarctosuchus au sein des Capitosauroidea , un clade de stéréospondyles triasiques dérivés en tant que taxon frère du Paracyclotosaurus crookshanki de la formation triasique Denwai de l'Inde.

## Liste d'espèces
Selon Paleobiology Database (16 janvier 2019) :
- Antarctosuchus polyodon